# Megaloptidia contradicta
Megaloptidia contradicta är en biart som först beskrevs av Cockerell 1900.  Megaloptidia contradicta ingår i släktet Megaloptidia och familjen vägbin. Inga underarter finns listade i Catalogue of Life.